# Amazing (chanson de High and Mighty Color)
Pour les articles homonymes, voir Amazing.
Singles de High and Mighty Color
Dreams
(2007) Flashback / Komorebi no Uta
(2008)
Amazing est le 13e single de High and Mighty Color sorti sous le label SME Records le 12 décembre 2007 au Japon. Il atteint la 30e place du classement de l'Oricon. Il se vend à 3 873 exemplaires la première semaine et reste classé 5 semaines, pour un total de 8 427 exemplaires vendus.
Amazing a été utilisé comme thème pour l'émission Ekiden; et Parade a été utilisé comme thème pour la saison 2007-2008 Japonaise de football, et comme campagne publicitaire pour Nabisco. Amazing se trouve sur l'album Rock Pit et sur la compilation BEEEEEEST.

## Liste des titres
| 1. | Amazing                | Maakii & Yuusuke | Sassy                 | 3:47 |
| 2. | Secret Heart           | Maakii & Yuusuke | Sassy                 | 3:04 |
| 3. | Parade                 | Yuusuke          | High and Mighty Color | 3:48 |
| 4. | Amazing (Instrumental) |                  | Sassy                 | 3:47 |

| 1. | Amazing                        |  |
| 2. | Documentary (Summer 2007 Tour) |  |